# Lakeside Park
Lakeside Park je výšková administrativní budova v Bratislavě.
Na základě dosavadních úspěchů v Bratislavě začala společnost TriGranit Development Corporation výstavbu komplexu administrativních budov pod názvem "Lakeside Park". Měl být budován ve čtyřech etapách na Tomášikově a Vajnorské ulici, a po dokončení poskytovat nájemní plochu o rozloze přibližně 90 000 m² a parkovací místa pro 1 850 aut. Stavba poskytne svým nájemníkům možnost optimální flexibility na expanzi v rámci dalších fází projektu.
Prvním krokem, Lakeside Park Fáze 01, byla výstavba administrativní budovy třídy "A" s pronajímatelnou plochou o rozloze 24 800 m² s parkovacími místy pro 510 aut. Stavba se nachází přímo vedle jezera Kuchajda v blízkosti Polus City Center. Budova poskytuje výhled na jezero, pohoří lemující Bratislavu a historické centrum města s dominantním hradem.